# Wim Anderiesen
Willem Gerardus "Wim" Anderiesen (Amsterdam, 27 de novembre de 1903 - Amsterdam, 18 de juliol de 1944) fou un futbolista neerlandès de la dècada de 1930.
Fou internacional per la selecció dels Països Baixos, amb la qual participà en la Copa del Món de futbol de 1934 i la Copa del Món de futbol de 1938.
La major part de la seva carrera la passà a l'AFC Ajax.